# Czarna Łacha
Czarna Łacha – struga w województwie pomorskim.
Jej wody biorą swój początek z rowów odwadniających tereny Żuław Gdańskich. Od miejscowości Mokry Dwór płynie szerokim korytem, by we wsi Krępiec wpłynąć od lewej strony do rzeki Motławy.
Czarna Łacha cieszy się popularnością wśród wędkarzy.